# Christian Scaroni
Christian Scaroni (* 16. Oktober 1997 in Brescia) ist ein italienischer Radrennfahrer.

## Sportlicher Werdegang
Nach dem Wechsel in die U23 fuhr Scaroni zunächst für verschiedene italienische Vereine. 2018 wurde er mit der Nationalmannschaft bei der Toscana Terra di Ciclismo Eroica Dritter der Gesamtwertung, bei den Europameisterschaften wurde er Vierter im Straßenrennen. 2019 wurde er Mitglied in der Equipe continentale Groupama-FDJ. Der zweite Platz bei der Tour du Jura Cycliste war sein bestes Ergebnis mit dem Team, dazu kommen mehrere Top-10-Platzierungen beim Giro Next Gen bei den Bergankünften.
Zur Saison 2020 erhielt Scaroni einen Vertrag beim UCI ProTeams Gazprom-RusVelo. Nachdem dem Team 2022 im Zuge des Ukraine-Kriegs die Lizenz entzogen wurde, blieb er zunächst ohne Team. Mit der Nationalmannschaft gewann er im Juni zwei Etappen des Adriatica Ionica Race. Daraufhin erhielt er im Juli 2022 einen Vertrag beim UCI WorldTeam Astana Qazaqstan. 2023 hatte er als Gesamtzweiter des Arctic Race of Norway sein bis dahin wertvollstes Ergebnis, den Sieg verpasste er nur um eine Sekunde.
Im Jahr 2025 gewann Christian Scaroni zunächst die Classic Var, ehe er tags drauf auch die erste Etappe der Tour des Alpes-Maritimes für sich entschied und im Anschluss seinen ersten Gesamtsieg bei einem Etappenrennen feierte.

## Erfolge
2015
- Italienischer Meister – Straßenrennen (Junioren)

2019
- Nachwuchswertung Tour du Jura Cycliste
- Bergwertung Tour de Normandie

2021
- Bergwertung Giro di Sicilia

2022
- zwei Etappen und Punktewertung Adriatica Ionica Race

2025
- Classic Var
- Gesamtwertung und eine Etappe Tour des Alpes-Maritimes
- eine Etappe Giro d’Italia

## Grand-Tour-Platzierungen
| Grand Tour            | 2023 | 2024 | 2025 |
| --------------------- | ---- | ---- | ---- |
| Giro d’ItaliaGiro     | 58   | DNF  | 40   |
| Tour de FranceTour    | –    | –    |      |
| Vuelta a EspañaVuelta | –    | –    |      |